# Хју Боневил
Хју Ричард Бонивел Вилијамс (енгл. Hugh Richard Bonniwell Williams; Лондон, 10. новембар 1963), професионално познат као Хју Боневил (енгл. Hugh Bonneville), енглески је глумац. Најпознатији је по улози Роберта Кролија, грофа од Грантама, у ITV-јевој историјској драмској серији Даунтонска опатија (2010—2015). Његова изведба у серији донела му је номинацију за Златни глобус и две узастопне номинације за награду Еми, као и три награде Удружења филмских глумаца. Поновио је улогу у филмовима Даунтонска опатија (2019) и Даунтонска опатија: Нова епоха (2022). Такође се појавио у филмовима Нотинг Хил (1999), Ајрис (2001), Операција: Чувари наслеђа (2014) и Меда Педингтон (2014) и његовим наставцима.
За улогу у филму Ајрис, Боневил је био номинован за награду БАФТА за најбољег глумца у споредној улози након чега су уследиле четири номинације за награду БАФТА за најбољу мушку изведбу у комедији за улогу Ијана Флечера у серијама Twenty Twelve (2011–2012) и W1A (2014–2017).